# Bucculatrix paroptila
Bucculatrix paroptila är en fjärilsart som beskrevs av Braun 1963. Bucculatrix paroptila ingår i släktet Bucculatrix och familjen kronmalar. Inga underarter finns listade i Catalogue of Life.